# Gustaf Ljunggren
Pour les articles homonymes, voir Ljunggren.
Gustaf Ljunggren, né le 6 mars 1823 à Lund et mort le 31 août 1905 dans cette même ville, est un professeur suédois. Il enseigne l'esthétique, la littérature et l'histoire de l'art à l'université de Lund, dont il occupe à deux reprises le poste de recteur (1867-1868 et 1877-1885).